# Marie-Antoinette Tonnelat
Marie-Antoinette Tonnelat, all'anagrafe Baudot Marie Antoinette Francoise (Charolles, 5 marzo 1912 – Parigi, 3 dicembre 1980), è stata una fisica francese.

## Biografia
Tonnelat conseguì il dottorato nel 1939 sotto la supervisione di Louis de Broglie. È conosciuta soprattutto per il suo lavoro legato alla teoria della relatività di Albert Einstein. La sua ricerca si focalizzò sulla sintesi dei concetti di gravità, elettromagnetismo e forze nucleari all'interno della struttura di base fornita dalla teoria della relatività di Einstein. Insieme con l'aiuto di Einstein e Schrödinger, svolse un ruolo nello sviluppo della teoria dei campi unificati.